# Abbas El Fassi
Ne doit pas être confondu avec Abbas El Fassi, Grand Vizir du sultan Moulay Abdelhafid, qui a participé aux négociations de l'accord de Protectorat.
Pour les articles homonymes, voir El Fassi.
 (mars 2017).
Si vous disposez d'ouvrages ou d'articles de référence ou si vous connaissez des sites web de qualité traitant du thème abordé ici, merci de compléter l'article en donnant les références utiles à sa vérifiabilité et en les liant à la section « Notes et références ».
Abbas El Fassi (en arabe : عباس الفاسي), né le 18 septembre 1940 à Berkane au nord du Maroc, est un haut fonctionnaire et homme politique marocain.
Après avoir été Ministre de l'Habitat et de l'Aménagement du territoire et Ministre des Affaires Sociales, il est nommé ambassadeur du Maroc a Paris. 
Du 15 octobre 2007 au 29 août 2011, il est Premier Ministre. 
Après l'adoption de la Constitution du 1er juillet 2011, qui devient effective le 29 août 2011, il devient chef du gouvernement du Maroc. Après les élections législatives de 2011, Abdel-Ilah Benkiran lui succède.

## Biographie

### Origines et famille
Il est né dans une famille fassie. Son père, Abdelmajid El Fassi, est magistrat, fils de Abdellah El Fassi qui s'est marié avec sa cousine Zohr Bint Abbas el-Fassi. Son grand-père Abdellah El Fassi est nommé au poste de grand vizir en 1930 et il est l’ancêtre de Allal El Fassi. Son oncle, Abdeslam El Fassi, est ministre de l'Éducation nationale. 
Son grand-père Abdellah El Fassi était nommé au poste de grand vizir en 1930.
Il est cousin de Taieb Fassi Fihri et de Ali Fassi Fihri. Son neveu est Brahim Fassi Fihri. Son épouse, Oum El Banine El Fassi est fille de l'union entre Allal El Fassi et Zahra Fassi Fihri. Sa fille Radia El Fassi, est femme de Nizar Baraka, petit fils de Allal El Fassi.

### Fonctions occupées
Abbas El Fassi est élu président de l'Union générale des étudiants du Maroc en 1961. En 1972, il devient le secrétaire général de la Ligue marocaine des droits de l'Homme. En 1973, il est membre du bureau exécutif de l'Association marocaine des juristes. En 1974, il est élu membre du comité exécutif du parti de l'Istiqlal ; et réélu en 1978, et en 1982.  En 1983, il est membre de la délégation du parti qui a participé aux réunions des partis politiques du Maghreb arabe, tenues à Tanger. En 1984, il participe à celles déroulées à Tunis.
En septembre 1984, il est élu député de la circonscription de Larache à la Chambre des représentants. Il occupe le poste de ministre de l'Habitat et de l'Aménagement du territoire du 10 octobre 1977 au 4 novembre 1981 et celui de ministre de l'Artisanat et des Affaires sociales du 5 novembre 1981 au 10 avril 1985.
À partir du 1er octobre 1985, il est ambassadeur du Maroc à Tunis et le représentant permanent du Maroc auprès de la Ligue des États arabes à l'époque où cette organisation siégeait dans la capitale tunisienne.
Puis, en 1989, il est réélu au poste de membre du comité exécutif du parti de l'Istiqlal. Du 21 janvier 1990 au 21 juillet 1990, il est le représentant du Maroc au secrétariat de l'Union du Maghreb arabe. Il est l'ambassadeur du Maroc à Paris de 1990 à 1994. Il est le secrétaire général du Parti de l'Istiqlal en remplacement de M'hamed Boucetta lors du 13e congrès du parti, en février 1998.
Le 6 septembre 2000, il occupe le poste de ministre de l'Emploi, de la Formation professionnelle, du Développement social et de la Solidarité, dans le gouvernement dirigé par Abderrahman El Yousoufi. Le 7 septembre, lors des élections parlementaires de 2007, il est réélu dans la circonscription de Larache.
Le 19 septembre 2007, l'Istiqlal, contre toute attente, remporte les élections législatives. Il est donc nommé Premier ministre par le roi Mohammed VI et chargé de former un nouveau gouvernement. Il entre en fonction le 15 octobre. À partir de cette date, il est le président du comité stratégique et du comité de pilotage de l'Initiative nationale pour le développement humain (INDH), important projet de lutte contre la pauvreté, l'exclusion sociale et la précarité lancé par le roi Mohammed VI le 18 mai 2005.

## Distinctions
- Grand cordon de l'ordre du Trône ( Maroc, 2014)[2].
- Grand officier de l'ordre national du Mérite ( France).
- Commandeur de l'ordre de la République ( Tunisie).
- Prix de la Fondation du Forum de Crans Montana, décerné par Jacques Barrot, vice-président de la Commission européenne et Federico Mayor, coprésident du Haut Panel des Nations unies pour l'Alliance des civilisations[3].